# Санта-Сесилия-ду-Паван
Санта-Сесилия-ду-Паван (порт. Santa Cecília do Pavão)  —  муниципалитет в Бразилии, входит в штат Парана. Составная часть мезорегиона Север Пиунейру-Паранаэнси. Входит в экономико-статистический  микрорегион Асаи. Население составляет 3434 человека на 2006 год. Занимает площадь 110,200 км². Плотность населения — 31,2 чел./км².

## Статистика
- Валовой внутренний продукт на 2003 год составляет 26 838 800,00 реалов (данные: Бразильский институт географии и статистики).
- Валовой внутренний продукт на душу населения на 2003 год составляет 7208,92 реалов (данные: Бразильский институт географии и статистики).
- Индекс развития человеческого потенциала на 2000 год составляет 0,712 (данные: Программа развития ООН).